# Théodore Ungerer

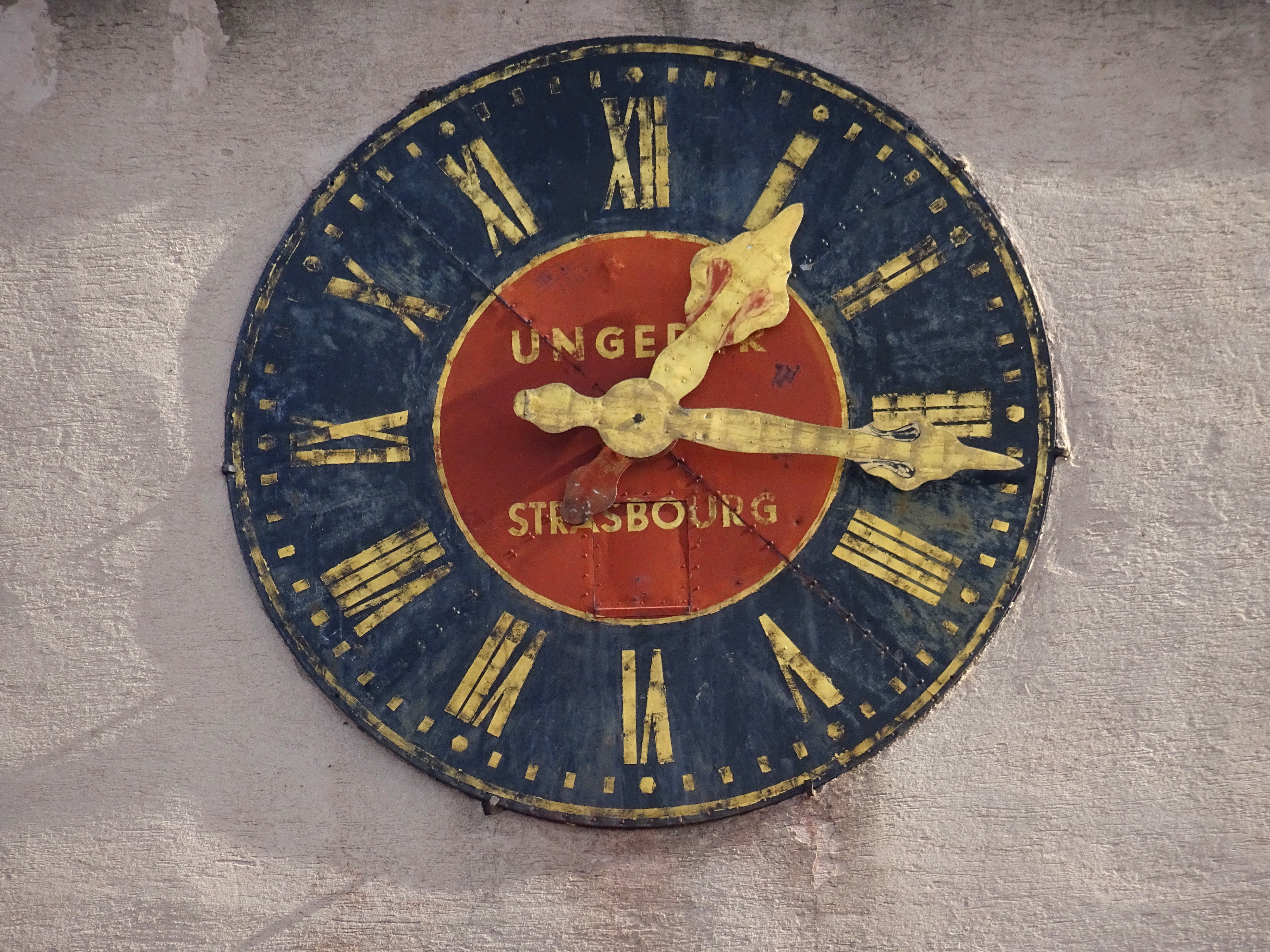
Eine Ungerer-Uhr am Kirchturm von Saint-Nicolas, Orschwihr, Haut-Rhin

Théodore Ungerer (* 27. Juli 1894 in Straßburg, Reichsland Elsaß-Lothringen; † 5. September 1935 in Straßburg, Frankreich) war ein elsässischer Uhrmacher, Fabrikant sowie Historiker.

## Leben
Ungerer konstruierte u. a. die astronomische Uhr der Kathedrale von Messina. Ungerer betrieb eine Uhrenwerkstatt in Straßburg und war zusammen mit seinem Bruder Alfred Schüler, Mitarbeiter und Nachfolger von Jean-Baptiste Schwilgué bei der Betreuung der astronomischen Turmuhr des Straßburger Münsters. Die Brüder vermachten ihre umfangreiche Sammlung von Uhrwerken 1924 dem Musée des Arts Décoratives im Palais Rohan in Strassburg und begründeten damit den Saal der Uhren und Astronomie. Zu sehen sind dort Originalteile der ersten Astronomischen Uhr des Straßburger Münsters.
Sein Sohn war der Maler und Zeichner Tomi Ungerer.

## Veröffentlichungen (Auswahl)
- Les Habrecht, une dynastie d’horlogers Strasbourgeois au XVI i et au XVIIe siécle. Straßburg 1925.
- La prétendue Horloge de Table de Philippe le Bon, Duc de Bourgogne 1430. In: L’Horloger. November 1930.
- Die astronomische Uhr des Strassburger Münsters – Geschichte, Beschreibung, der Gang des Werkes. 12. Auflage 1965. (Erstauflage 1922 unter: Alfred und Théodore Ungerer, L’horloge astronomique de la Cathedrale de Strasbourg.)